# Giuseppe Casini
Giuseppe Casini (Chiavari, 1º maggio 1920 – Fosdinovo, 3 gennaio 1945) è stato un partigiano italiano.
Medaglia d'oro al valor militare alla memoria.

## Biografia
Al momento dell'armistizio si trovava in Francia, come sergente della Guardia alla frontiera. Lasciata Mentone, Casini raggiunse le montagne della Garfagnana, dove gli fu subito affidato il comando di una piccola formazione partigiana. Ben presto "Pino" (questo il suo nome di battaglia), per il coraggio dimostrato in numerose azioni contro i nazifascisti, divenne comandante di una brigata della Divisione "Lunense". Cadde in un'imboscata delle Brigate nere mentre, con la sua pattuglia, ritornava da un'azione.
Per ricordare "Pino", nel 1946 i superstiti della "Lunense" hanno eretto sulla strada statale 446, presso la località dei Pilastri, nel comune di Fosdinovo, un cippo con la sua effigie. Questo Comune, cinquant'anni dopo, vi ha aggiunto una lapide in ricordo dell'eroe.